# 西沢保
西澤 保 （にしざわ たもつ、1950年 - ） は日本の思想史家。専門は経済思想史。帝京大学経済学部教授、一橋大学名誉教授。一橋大学経済研究所長、経済学史学会幹事、福田徳三研究会代表等を務めた。

## 人物・経歴
1974年中央大学商学部商業貿易学科卒業。1979年一橋大学大学院社会学研究科修士課程修了。1983年一橋大学大学院社会学研究科博士課程単位修得。指導教官都築忠七。2008年『マーシャルと歴史学派の経済思想』により審査員井上義朗、斎藤修、蓼沼宏一で一橋大学博士（経済学）。
1983年一橋大学社会学部助手。1985年大阪市立大学経済学部専任講師。1990年一橋大学経済研究所助教授。1993年	
一橋大学経済研究所教授。2007年一橋大学経済研究所所長。2014年定年退職、一橋大学名誉教授、帝京大学経済学部経済学科教授。
19世紀から20世紀にかけてのイギリスを中心とした経済思想史が専門で、日本の福田徳三などの研究も行う。経済学史学会幹事、福田徳三研究会代表なども務めた。

## 著作

### 著書
- 『近代日本の百貨店広告とフアツシヨン』一橋大学 1993年
- 『異端のエコノミスト群像 : 19世紀バーミンガム派の経済政策思想』岩波書店 1994年
- 『戦後日本経済と経済同友会』（岡崎哲二,菅山真次,米倉誠一郎と共著）岩波書店 1996年
- 『デモクラシーの崩壊と再生 : 学際的接近』（南亮進,中村政則と共編）日本経済評論社 1998年
- 『経済学者・官僚エコノミストと政策形成の史的研究-イギリスの雇用政策と産業合理化を中心にー』一橋大学 1999年
- 『イギリス100年の政治経済学 : 衰退への挑戦』（服部正治と共編著）ミネルヴァ書房 1999年
- 『経済政策思想史』（服部正治,栗田啓子と共編）有斐閣 1999年
- 『百貨店の文化史 : 日本の消費革命』（山本武利と共編）世界思想社 1999年
- 『ケンブリッジ学派の多様性とその展開 : 思想、理論、政策の複合的研究』一橋大学 2002年
- 『マーシャルと歴史学派の経済思想』岩波書店 2007年
- 『回想の都留重人 : 資本主義、社会主義、そして環境』（尾高煌之助と共編）勁草書房 2010年
- 『創設期の厚生経済学と福祉国家』（小峯敦と共編著）ミネルヴァ書房 2013年

### 訳書
- G.C.ピーデン『ケインズとイギリスの経済政策 : 政策形成に「ケインズ革命」はあったか？』早稲田大学出版部 1996年
- トマス・ロバート・マルサス著『マルサス北欧旅行日記』（小林時三郎と共訳）未來社 2002年
- ロジャー・E・バックハウス, ブラッドリー・W・ベイトマン『資本主義の革命家ケインズ』（監訳）作品社 2014年